# Civilization IV: Warlords
Civilization IV: Warlords (în română Civilizația IV: Lorzii războiului) este primul expansion pack al jocului video de strategie pe tururi Civilization IV, lansat în vara anului 2006

## Caracteristici
Warlords a adăugat jocului original multe caracteristici noi. Printre acestea se numără:
- O nouă categorie de Personalități cunoscute drept "Great Generals" română Generali iluștrii;
- Abilitatea de a institui state vasale;
- Opt noi scenarii
- Șase civilizații noi, jucabile în single-player și multiplayer;
- Zece conducători noi (incluzându-i pe conducătorii civilizațiilor deja existente);
- Trei trăsături noi ale conducătorilor (Carismatic, Protecționist și Imperialist);
- Clădiri unice pentru fiecare civilizație;
- Trei noi minuni ale lumii;
- Noi unități, resurse, și îmbunătățiri;
- Trucuri și completări pentru nucleul gameplay-ului;
- Incluziunea tuturor patch-urilor realizate pentru  Civilization IV.

### Generalul ilustru
Jocul introduce un nou tip de "Personalitate", cunoscută sub numele de "General ilustru". Generalii iluștrii sunt de obicei creați 
atunci când experiența totală obținută de unitățile militare ale unei civilizații care luptă cu o alta ajunge la un prag specificat, în loc de punctele pentru Personalități generate de orașe. De asemenea, civilizația care obține prima tehnologia "Fascism" va obține un General ilustru gratis. Generalul ilustru poate fi folosit la fel ca celelalte Personalități:
el poate să se alăture unui oraș ca un "Mare instructor militar", lucru care dă +2 puncte de experiență unităților militare construite în acel oraș. El poate să construiască o Academie militară, care permanent face mai rapidă construirea unităților militare (cu 50%) în oraș. Generalul ilustru poate fi și atașat de o unitate militară, lucru care va forma o unitate comună condusă de Warlord, care la rândul ei va împărți 20 de puncte de experiență cu toate unitățile din pătratul ei, dându-i unității Warlord upgrade-uri gratuite și acces exclusiv la promovările speciale. În toate jocurile normale și în majoritatea scenariilor, o unitate Warlord distrusă este pierdută permanent. Totuși, în scenariile cu Alexandru cel Mare și Ginghis Han, acești conducători servesc drept Generali iluștrii, și dacă oricare dintre ei este pierdut, acela va renaște în capitala civilizației după câteva ture.

### Statele vasale
În Evul Mediu se folosește pe scară largă o nouă formă de guvernare: feudalismul.
În feudalism un om de încredere (vasalul) primește din partea stăpânului (un rege sau un guvernator) un teritoriu de guvernat în schimbul încrederii depline a stăpânului.
În Warlords un stat vasal este un stat care devine servitorul altuia în schimbul protecției.
Stăpânul (statul suveran) poate tranzita pe teritoriul vasalului, poate să profite de resursele acestuia, să obțină tribut, să lupte alături de acesta ș.a.m.d.
Există două tipuri de acorduri de vasalitate: primul, care poate fi obținut pe timp de pace, durează numai 10 ture; cel de-al doilea, numit capitulare poate fi obținut pe timp de război cu o civilizație cu care ești în război, și durează până la izbucnirea războiului dintre vasal și Stăpân sau până când vasalul nu mai are teritoriul la fel de mare ca Stăpânul.

### Clădiri unice
Pentru a face civilizații diferite, fiecăreia i s-a adăugat posibilitatea de a construi clădiri unice (exemple.:Roma-Forum; Celții-Dun; Englezii-Borsa; ș.a.m.d.).

### Schimbări
Printe civilizațiile noi se numără Cartaginezii, Celții, Coreenii, Otomanii, Vikingii și Zulușii. Au fost adăugați și patru noi conducători pentru civilizațiile deja existente, precum și caracteristicile conducătorilor deja existenți s-au schimbat. 
Două clădiri noi, trei unități și trei minuni ale lumii noi au fost adăugate. Fiecare civilizație are propria sa clădire unică, care înlocuiește o clădire standard și oferă avantaje speciale.
| Civilizație | Unitate unică       | Clădire unică          | Conducător                                                | Capitală     |
| Americană   | Navy SEAL           | Centru comercial       | George Washington, Franklin Roosevelt                     | Washington   |
| Arabia      | Arcaș pe cămilă     | Madrassa               | Saladin                                                   | Mecca        |
| Aztecă      | Războinic jaguar    | Altarul sacrifical     | Montezuma                                                 | Tenochtitlan |
| Cartagineză | Cavaleria numidiană | Cothon                 | Hannibal Barca                                            | Cartagina    |
| Celtică     | Spadasin galic      | Dun                    | Brennus                                                   | Bibracte     |
| Chineză     | Cho-Ko-Nu           | Pavilion               | Qin Shi Huang, Mao Zedong, Taizong (în versiunea chineză) | Beijing      |
| Egipteană   | Car de război       | Obelisc                | Hatshepsut, Ramses II                                     | Teba         |
| Engleză     | Tunica roșie        | Borsa                  | Elisabeta I, Victoria, Winston Churchill                  | Londra       |
| Franceză    | Muschetar           | Salon                  | Ludovic al XIV-lea, Napoleon Bonaparte                    | Paris        |
| Germană     | Panzer              | Laborator de asamblare | Frederick cel Mare, Otto von Bismarck                     | Berlin       |
| Greacă      | Falanga macedoneană | Odeon                  | Alexandru cel Mare                                        | Atena        |
| Inca        | Quechua             | Terasă                 | Huayna Capac                                              | Cuzco        |
| Indiană     | Muncitorul rapid    | Mausoleu               | Asoka, Gandhi                                             | Delhi        |
| Japoneză    | Samurai             | Termocentrală          | Tokugawa                                                  | Kyoto        |
| Coreeană    | Hwacha              | Seowon                 | Wang Kon                                                  | Seoul        |
| Mali        | Skirmisher          | Argintărie             | Mansa Musa                                                | Timbuktu     |
| Mongolă     | Keshik              | Ger                    | Ginghis Han, Kublai Han                                   | Karakorum    |
| Otomană     | Ienicer             | Hammam                 | Mehmed II                                                 | Istanbul     |
| Persană     | Nemuritorul persan  | Farmacie               | Cirus                                                     | Persepolis   |
| Romană      | Pretorianul         | Forum roman            | Iuliu Cezar, Cezar August                                 | Roma         |
| Rusă        | Cazac               | Institut de cercetare  | Petru I, Ecaterina, Stalin                                | Moscova      |
| Spaniolă    | Conquistador        | Citadelă               | Isabella                                                  | Madrid       |
| Vikingă     | Berserker           | Bază comercială        | Ragnar Lodbrok                                            | Nidaros      |
| Zulu        | Impi                | Ikhanda                | Shaka Zulu                                                | Ulundi       |

### Caracteristicile conducătorilor
Acum, conducătorul sau conducătorii civilizației tale pot avea trei noi caracteristici, care le dau noi avantaje. Noile caracteristici sunt: 
- Carismatic: +1 fericire per oraș, necesită un -25% puncte de experiență pentru promovarea unităților și +1 fericire în plus pentru construirea unui Obelisc sau unui Turn de transmisie.
- Protecționist: Arcașul și Pușcașul primesc automat promovările «Instructaj I» și «Garnizoană de oraș I» și viteza producției este dublată în cazul construirii de ziduri sau Castel. .
- Imperialist: +100% apariție a Generalilor iluștrii, +50% pentru producția Coloniștilor.

## Scenarii
- Războiul peloponesiac (engleză Peloponnesian War, de la 1 la 2 jucători) — După ce au trecut de invazia persană din 480 Î.Hr., tensiunile dintre Atena și Sparta le determină să concureze pentru stăpânirea lumii Grecești în 444 Î.Hr. Atenienii încep cu o economie puternică și cu stăpânirea mărilor, dar cu un imperiu îndepărtat. Spartanii au puține averi dincolo de mare dar au o armată de uscat puternică. Amândouă taberele au orașe-stat aliate, reprezentate ca și state vasale.